# Werner Kitlitschka
Werner Kitlitschka (* 10. Februar 1938 in Klosterneuburg; † 19. Oktober 2018 ebenda) war ein österreichischer Kunsthistoriker, Denkmalpfleger und Hochschullehrer.

## Leben und Werk
Werner Kitlitschka besuchte Volksschule und Gymnasium in Klosterneuburg und studierte zunächst Philosophie sowie Geschichte und ab 1957 Kunstgeschichte, Klassische Archäologie und Österreichische Geschichte an der Universität Wien (mit Studienaufenthalten in den Niederlanden und Skandinavien). Seine Dissertation „Rubens und die Plastik“ befasste sich mit Peter Paul Rubens und der Bildhauerei. 1964 wurde er promoviert, nachdem er kurz zuvor auf Einladung von Otto Demus ins österreichische Bundesdenkmalamt eingetreten war, wo er 1974 die Position des Landeskonservators für Niederösterreich übernahm, die er bis zu seiner Pensionierung im Jahre 2000 bekleidete.
Kitlitschka blieb auch nach seiner Promotion mit der Universität Wien verbunden. So hielt er als Lektor von 1978 bis 1999 Vorlesungen zur Theorie und Praxis der Denkmalpflege. Mit seiner Arbeit über die historistische Malerei habilitierte er sich 2001 und bot von da an etwa 50 Lehrveranstaltungen am Institut für Kunstgeschichte an, wobei er neben Denkmalpflege und Städtebau auch seine anderen Schwerpunkte wie Rubens und Malerei des 19. und 20. Jahrhunderts behandelte. Als Betreuer von Abschlussarbeiten und als Prüfer stand Werner Kitlitschka mit 60 Prüfungsstunden in der Schlussphase des Diplomstudiums im Zeitraum von Januar bis April 2013 an der Spitze der Statistik. Als Lehrer hat er insgesamt 99 Diplom- und Masterarbeiten sowie Dissertationen betreut.
Schwerpunkte von Kitlitschkas wissenschaftlicher Arbeit stellten die Kunst des 17. und jene des 19. Jahrhunderts dar sowie Fragen des Denkmalschutzes. Kitlitschka veröffentlichte 1972 gemeinsam mit Christoph Hoffmann und Walter Krause den Band über die Wiener Hofoper im Rahmen des umfangreichen Thyssen-Projektes zur Kunst der Wiener Ringstraße. 2001 habilitierte er sich mit seinen Arbeiten über „Kunst des Historismus“. Beruflich ging Kitlitschka als Hofrat in Pension.

## Publikationen (Auswahl)
- mit Fritz Novotny: Die Malerei der Wiener Ringstraße. Verlag Steiner, Wiesbaden 1981, ISBN 3515024840, ISBN 9783515024846
- Historismus & Jugendstil in Niederösterreich. Verlag Niederösterreichisches Pressehaus, 1984, ISBN 3853266703, ISBN 9783853266700
- Grabkult & Grabskulptur in Wien und Niederösterreich. Verlag Niederösterreichisches Pressehaus, 1987

## Auszeichnungen
- 1992: Ehrenmitgliedschaft im Künstlerbund Klosterneuburg
- 1992: Ehrenkreuz für Wissenschaft und Kunst
- 1998: Komturkreuz des päpstlichen Silvesterordens mit Stern
- 2001: Goldenes Komturkreuz des Ehrenzeichens für Verdienste um das Bundesland Niederösterreich
- 2015: Goldenes Doktordiplom der Universität Wien